# Karel Straka
Karel Straka (8. srpna 1931 Jižní Čechy – 16. června 2006) byl československý hokejový brankář, odchovanec HC Slovan Louny u trenéra Podzimka, ligový hráč Chomutova pod trenérem Františkem Perglem, trenér Loun, v bráně chytal ještě bez hokejové masky.

## Hokejová kariéra
Reprezentoval Československo na mistrovství světa 1957 v Moskvě. Byl vyhlášen nejlepším brankářem šampionátu, jako první československý brankář vůbec, poté odešel z reprezentace. V reprezentačním dresu odehrál celkem 10 utkání.
V lize hrál v letech 1954–1965 (jedenáct let) za Baník Chomutov, poté ho vystřídal Josef Mikoláš.

## Trenérská kariéra
- kouč brankářů v Německu
- trenér HC Slovan Louny, od sezóny 1963/64, v A. třídě, odešel v sezóně 1966/67
- instruktážní film pro mladé brankáře
- vedl každoroční soustředění nejlepších československých brankářů

## Ocenění
- 2004 Síň slávy chomutovského hokeje[3]
- 2016 vyřazený dres č. v klubu Piráti Chomutov[4]